# Петрова (Гаринський міський округ)
Петро́ва (рос. Петрова) — присілок у складі Гаринського міського округу Свердловської області.
Населення — 1 особа (2010, 2 у 2002).
Національний склад населення станом на 2002 рік: росіяни — 100 %.